# Danuta Lato
Danuta Lato, właściwie Danuta Irzyk, znana także jako Danuta Duval (ur. 25 listopada 1963 w Szufnarowej) – polska fotomodelka, aktorka i piosenkarka.

## Życiorys

### Wczesne lata
Urodziła się w Szufnarowej, małej wiosce w województwie podkarpackim. Niewysoka dziewczyna (150 cm wzrostu) z obfitym biustem stała się obiektem drwin ze strony rówieśniczek i sąsiadów. W wieku 20 lat, po tygodniu, rozwiodła się ze swoim mężem Zdzisławem, a rozwód był pierwszym we wsi. Po ukończeniu szkoły przez pewien czas pracowała jako kucharka w przedszkolu.

### Kariera
W 1984 roku wyjechała do RFN. Niedługo potem, pierwsze zdjęcia Danuty Lato pojawiły się w magazynach dla panów, w tym niemieckich edycjach „Playboy” i „Penthouse”. Jej kształty, które w rodzinnej miejscowości spotykały się ze drwiącymi komentarzami, stały się przepustką do sławy. Drobniutka blondynka o wymiarach 110-58-84 szybko zwróciła na siebie uwagę. Popularność na Zachodzie przyniosły jej rozbierane sesje zdjęciowe w magazynach erotycznych.
W 1985 zadebiutowała przed kamerą w roli striptizerki w komedii kryminalnej Drei und eine halbe Portion. Rok później pojawiła się w produkcji niemiecko-izraelskiej zatytułowanej Nipagesh Basivuv, erotycznej wersji ukrytej kamery. Grała też w kilku filmach i serialach, głównie w Niemczech, w tym dobrze przyjętej komedii Felix (1988), Busen 2 (1989) czy serialu ZDF Dziedzictwo Guldenburgów (Das Erbe der Guldenburgs, 1990). Polscy widzowie mieli okazję zobaczyć ją w kultowej telenoweli W labiryncie (1989), gdzie wcieliła się w postać modelki Barbary, narzeczonej Białka.
W 1986 pod pseudonimem Danuta nagrała single z muzyką z gatunku italo disco. Singiel „Touch My Heart” zyskał ogromną popularność, stając się numerem jeden w krajach Beneluksu, Japonii i Hiszpanii, gdzie wydała kolejne single nakładem takich firm fonograficznych jak Barcelona i Divucsa Music. Danuta pojawiła się w hiszpańskich i niemieckich edycjach magazynu „Playboy” i „Lui”, była częstym gościem programów telewizyjnych, w tym popularnego show La Bola de Cristal w stacji TVE w Madrycie. W marcu 1988 znalazła się na okładce tygodnika „Ekran”.
Wspólnie z innymi europejskimi ikonami seksu lat 80. Samanthą Fox i Sabriną nagrała płytę zatytułowaną Hot Girls – Danuta – Sabrina – Samantha. W 1990 wystąpiła w programie ZDF Hitparade. Jej zdjęcie trafiło też na okładkę płyty Flug der Leidenschaft z muzyką klasyczną takich kompozytorów jak Ludwig van Beethoven, Johann Sebastian Bach, Johannes Brahms, Fryderyk Chopin, Claude Debussy i Franz Schubert.
Po 1989 roku porzuciła karierę i zajęła się rodziną. Zamieszkała w Niemczech w Bawarii, w Górnej Frankonii (Oberfranken) w mieście Bamberg. Zajęła się fizykoterapią.

### Filmy fabularne
| Rok  | Tytuł                                           | Rola                     | Reżyser                                           |
| ---- | ----------------------------------------------- | ------------------------ | ------------------------------------------------- |
| 1985 | Trzy i pół porcji (Drei und eine halbe Portion) | striptizerka             | Sigi Rothemund (w napisach: Siggi Götz)           |
| 1986 | Ukryta kamera (Nipagesh Basivuv)                | Danuta                   | Jehuda Barkan, Ezra Szem-Tow                      |
| 1986 | Total Bescheuert                                |                          | Harald Alexander                                  |
| 1987 | Najemnik (Soldier of Fortune)                   | Lucy                     | Pierluigi Ciriaci (w napisach: Frank Valenti)     |
| 1987 | Nipagesh Bachof                                 | Danuta                   | Jehuda Barkan, Jigal Szilon                       |
| 1988 | Felix                                           | Danuta                   | Christel Buschmann, Helke Sander                  |
| 1989 | Busen 2                                         | dziewczyna z rozkładówki |                                                   |
| 1989 | Beim nächsten Mann wird alles anders            | blondynka                | Xaver Schwarzenberger                             |
| 1990 | Dzień naszego spotkania (Neshika Bametzach)     | Danuta                   | Sam Firstenberg (w napisach: Shmulik Firstenberg) |
| 1991 | Pommes Rot-Weiß                                 | Danuta                   | Harry S. Morgan (w napisach: Michael Schey)       |

### Seriale TV
- 1989: W labiryncie jako Barbara, narzeczona Białka
- 1990: Dziedzictwo Guldenburgów (Das Erbe der Guldenburgs)
- 1997: Sprawa dla dwóch (Ein Fall für zwei) – gościnnie w odcinku Alle für einen

### Albumy
- 1987: Touch My Heart (wyd. ZYX Records)
- 1987: Touch My Heart (wyd. Key Records Int.)
- 1989: Nobody’s Woman
- 1989: Whenever You Go

### Składanki
- 1987: Best Disco Vol. 1 (CD); „Touch My Heart” (wyd. Victor Musical Industries)
- 1987: Euro-Beat-Mix Vol. 2 (LP); Touch My Heart (wyd. ZYX Records)
- 1988: Non-Stop Best Disco Vol. 1 (CD); „Touch My Heart” (wyd. Victor Musical Industries)
- 1989: Hot Girls (z Samanthą Fox i Sabriną); „Touch My Heart”, „Nobody’s Woman” i „Whenever You Go”
- 1989: The Best Of Italo-Disco Vol. 13 (2xLP); „Whenever You Go” (wyd. ZYX Records)
- 1989: Powermix Vol. 3 (LP); „Touch My Heart” (wyd. Power Records Ltd)
- 1989: Powermix Vol. 3 (CD); „Touch My Heart” (wyd. Power Records Ltd)
- 1989: Powermix Part IV (CD) piosenka „Nobody’s Woman” (wyd. Power Records Ltd)
- 1998: Italo 2000 – Italo Dance Classics Vol. 3 (2x CD) piosenka Touch My Heart (wyd. ZYX Music)
- 1999: Mixed Up Vol. 3 – The Story Of Disco Fox (2x CD); „Touch My Heart” (wyd. ZYX Music)
- 1999: Las Mejores Canciones Dance Del Siglo (12x CD); „Touch My Heart” (wyd. Blanco Y Negro; Hiszpania)
- 2002: I Love Disco Diamonds Collection Vol. 17 (CD, Ltd); „Touch My Heart” (wyd. Blanco Y Negro; Hiszpania)